# Maragogipe (ort)
Maragogipe är en ort i Brasilien.   Den ligger i kommunen Maragogipe och delstaten Bahia, i den östra delen av landet, 1 000 km öster om huvudstaden Brasília. Maragogipe ligger 13 meter över havet och antalet invånare är 20 921.
Terrängen runt Maragogipe är platt norrut, men söderut är den kuperad. Havet är nära Maragogipe åt nordost. Maragogipe är det största samhället i trakten.
I omgivningarna runt Maragogipe växer i huvudsak städsegrön lövskog. Runt Maragogipe är det ganska glesbefolkat, med 32 invånare per kvadratkilometer.